# Stefan Kieniewicz
Stefan Kieniewicz, poljski zgodovinar, * 20. september 1907, Dereszewicze, Rusija (danes Belorusija), † 2. maj 1992, Konstancin, Poljska.